# Strandbad Biel

Aufnahme von Werner Friedli

Das Strandbad Biel ist eine der bedeutendsten Badeanlagen der Moderne in der Schweiz. Es befindet sich südlich des Bieler Bahnhofs am Nordufer des Bielersees südwestlich von Biel am Uferweg 40 in der Gemeinde Nidau.

## Geschichte

Aufnahme von Werner Friedli

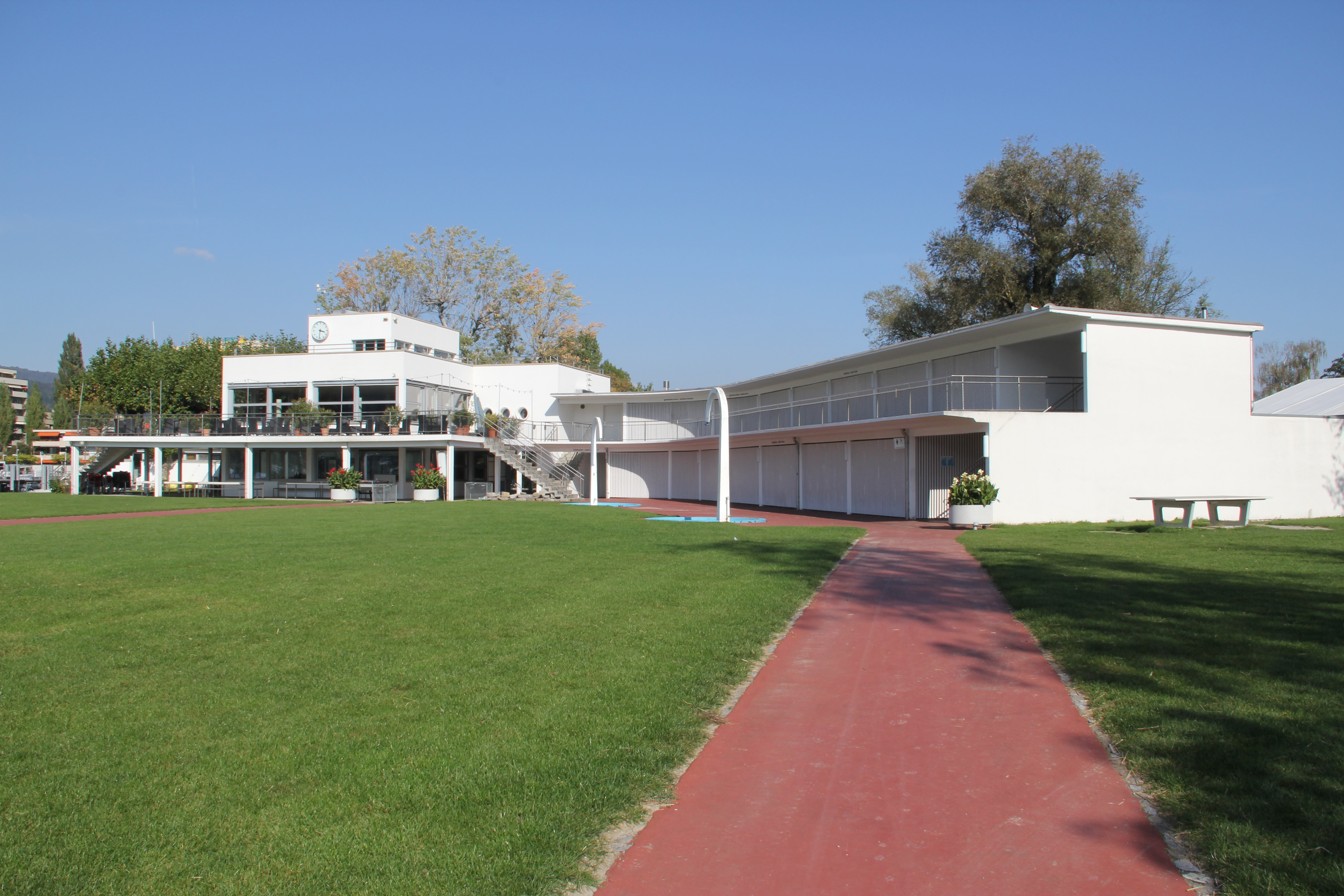
Westfassade

In den Jahren von 1929 bis 1932 wurde im Rahmen einer umfassenden Neugestaltung des Seeufers, die von der Stadtverwaltung initiiert wurde, die moderne Anlage nach Plänen von Ernst Berger und nach Ausführung vom städtischen Hochbauamt unter Leitung von Stadtbaumeister Otto Schaub errichtet. Kubische Formen und die Anwendung damals neuerer Baumaterialien sind typisch für das Neue Bauen. Es handelt sich um ein Ensemble aus einem dreigeschossigen Restaurantpavillon und einem südlich angefügten zweigeschossigen Garderobenflügel, der die Biegung des Ufers nachahmte. Der Aussenraum wird von einem Sandstrand, einem Sprungturm und dem Baumbestand geprägt.
Während der Expo nutzte die Schweizer Landesausstellung das Gebäude als Veranstaltungssaal, Kinderhort und Medienzentrum. Nach der Expo 2002 wurde das Bieler Seebad von den Landschaftsarchitekten Simon Schöni & Maurus Schifferli mit Georges Descombes und den Architekten Joliat und Suter von 2002 bis 2004 saniert. Die Anlage wurde behutsam repariert und zusammen mit der Kantonalen Denkmalpflege restauriert. Die schwungvolle Linienführung der Uferpartien und die Zonierung des Geländes wurden geklärt. Ein ungehinderter Zugang zum Wasser und die freie Sicht auf den See wurden durch den Abriss der Strandmauer aus den 1960er Jahren geschaffen. Der neue 5 m breite Betonstreifen dient nicht nur als Weg, sondern bindet den Sandstrand und die Liegewiese zusammen.

## Denkmal
Das Strampi ist ein für die Zeit typisches Volksbad mit elegantem Sprungturm, ausgedehntem Sandstrand in Form einer Sichel sowie einer Liegewiese. Seit 2002 ist das Ensemble im Inventar der Kulturgüter von Nidau eingetragen.